# Врхов Дол
Врхов Дол (словен. Vrhov Dol) је насељено место у општини Марибор, Подравска регија, Словенија.

## Историја
До територијалне реорганизације у Словенији био је у саставу старе општине Марибор.

## Становништво
У попису становништва из 2011. године, Врхов Дол је имао 106 становника.
| Број становника према пописима | Број становника према пописима | Број становника према пописима |
| ------------------------------ | ------------------------------ | ------------------------------ |
| 1991                           | 2002                           | 2011                           |
| 71                             | 79                             | 106                            |

## Галерија
- Шанијева клупа
- Похорје, поток Блажовница